# Adolphe Adam
Adolphe Charles Adam (Pariz, 24. srpnja 1803. – Pariz, 3. svibnja 1856.), francuski operni skladatelj, glazbeni pedagog i kritičar. Bio je profesor klavira na Konzervatoriju u Parizu. Međunarodni ugled stekao operama (od njih 70 najpoznatije su "Poštar iz Lonjumeaua", "Da sam kralj", "Falstaff") i baletima ("Giselle", "Gusar"). Skladao je i crkvena i djela za klavir.
U svojim najboljim djelima "Poštar od Longjumeaua", "Da sam kralj" i "Lutka iz Nürnberga" plastično slika likove i komične situacije, razvija izražajnu melodiku i efektnu instrumentaciju te bitno pridonosi izgrađivanju francuske romantičke komične opere. Baletom "Giselle" stvorio je prototip romantičkog baleta.
Balet "Giselle" poznat je svakom ljubitelju plesne umjetnosti. To je jedno od onih djela bez kojih se, i u suvremeno vrijeme, ne može zamisliti repertoar nijednoga ozbiljnijeg baletnog ansambla.
Ali lik autora "Giselle", francuskog skladatelja Adolphea Adama, poznaje tek mali broj ljudi, jer su njegove fotografije prava rijetkost, čak i u knjigama i enciklopedijama koje se bave glazbom. Adam je napisao nekoliko opera i druge skladbe, od kojih se, osim baleta "Giselle", samo ponekad u radijskom programu čuje predigra operi "Da sam kralj" i ništa više.
Međutim, Giselle, grof Albert, Mirta i drugi likovi Adamova baleta još uvijek nadahnjuju koreografe i plesače jer im omogućuju vrhunske baletne kreacije. 